# جوليا كولينز
جوليا كولينز (بالإنجليزية: Julia Collins) هي عارضة أمريكية، ولدت في 10 نوفمبر 1982.